# Paul Penhoët
Paul Penhoët (Clamart, 28 dicembre 2001) è un ciclista su strada e pistard francese che corre per il team Groupama-FDJ; è professionista dall'agosto 2022.

## Palmarès

### Strada
- 2019 (Juniores)

2ª tappa La Cantonale Juniors
- 2021 (Équipe Continentale Groupama-FDJ, quattro vittorie)

Châtillon-Dijon
3ª tappa Tour d'Eure-et-Loir (Bonneval > Chartres)
Classifica generale Tour d'Eure-et-Loir
3ª tappa Étoile d'or (Montmorillon > Montmorillon)
- 2022 (Équipe Continentale Groupama-FDJ, due vittorie)

5ª tappa Tour de Normandie (Les Monts d'Aunay > Bagnoles-de-l'Orne)
Giochi del Mediterraneo, Prova in linea
- 2023 (Groupama-FDJ, due vittorie)

Tour du Finistère
2ª tappa Tour du Poitou-Charentes (Aulnay de Saintonge > Bressuire)

#### Altri successi
- 2021 (Équipe Continentale Groupama-FDJ)

Classifica a punti Tour d'Eure-et-Loir
Classifica giovani Tour d'Eure-et-Loir
- 2022 (Équipe Continentale Groupama-FDJ)

Classifica a punti Tour de Normandie
- 2023 (Groupama-FDJ)

Classifica a punti Tour du Poitou-Charentes
Classifica generale Coppa di Francia
- 2024 (Groupama-FDJ)

Classifica giovani Quattro Giorni di Dunkerque

### Pista
- 2019

Campionati francesi, Scratch Junior

## Piazzamenti

### Grandi Giri
- Tour de France

2025: 111º

### Competizioni mondiali
- Campionati del mondo su pista

Aigle 2018 - Americana Junior: 6º
- Campionati del mondo su strada

Fiandre 2021 - In linea Under-23: 8º
Wollongong 2022 - In linea Under-23: 8º

### Competizioni europee
- Campionati europei su strada

Alkmaar 2019 - In linea Junior: 9º
Trento 2021 - In linea Under-23: 27º
Anadia 2022 - In linea Under-23: 10º